# 木星の太陽面通過 (天王星)
天王星における木星の太陽面通過（もくせいのたいようめんつうか）とは、天王星と太陽のちょうど間に木星が入り、太陽面を通過する天文現象である。
天王星における木星の太陽面通過は、紀元前125000年から125000年の25万年間で461回ある。前回は1914年5月2日、次回は2714年10月23日に起こる。

## 太陽面通過の起こる日
日付は最大食の日付(UTC)。
| 年月日         | 最大食 |
| -------------- | ------ |
| 781年2月2日    | 12:00  |
| 906年1月11日   | 08:38  |
| 988年11月30日  | 12:14  |
| 1789年5月10日  | 21:50  |
| 1914年5月3日   | 04:04  |
| 2714年10月24日 | 00:28  |
| 2922年9月11日  | 11:31  |
| 3723年2月17日  | 06:28  |
| 3931年1月6日   | 22:48  |
| 4731年5月28日  | 17:02  |